# Stanley Fischer
Stanley Fischer (Mazabuka, 15 de octubre de 1943-Lexington, Massachusetts,  31 de mayo de 2025) fue un economista y profesor estadounidense nacionalizado israelí. Fue gobernador del Banco de Israel desde 2005 al 2013, cuando renunció, sustituyéndolo la economista Karnit Flug.

## Vida
Nacido en Mazabuka, Rodesia del Norte, actual Zambia, en una familia de origen judío. Obtuvo el Bachelor of Science (B.Sc) y la posterior maestría (M.Sc) en economía en la London School of Economics entre 1962 y 1966 y doctorándose en el Instituto Tecnológico de Massachusetts (MIT) en 1969. Fue profesor en el MIT desde 1977 hasta 1988. Durante ese periodo escribió dos libros de texto reconocidos en Economía: Macroeconomía (con Rudiger Dornbusch y Richard Startz) y Lectures on Macroeconomics (con Olivier Blanchard). Entre enero de 1988 y agosto de 1990 fue Vicepresidente de Economía del Desarrollo y economista jefe del Banco Mundial. Desde septiembre de 1994 y hasta finales de agosto de 2001 ejerció como Primer Subdirector Gerente del Fondo Monetario Internacional (FMI).
Después de dejar el FMI, entre febrero de 2002 hasta abril de 2005, trabajó en el sector bancario como vicepresidente de Citigroup, presidente de Citigroup Internacional y director del grupo de clientes del sector público.  El 9 de enero de 2005 se anunció que Fischer aceptaba ser gobernador del Banco de Israel, después de ser propuesto por el primer ministro Ariel Sharon y el ministro de Hacienda Benjamin Netanyahu. Gobernador del Banco de Israel desde el 1 de mayo de dicho año, en agosto de 2013 renunció al cargo, ocupando su puesto la economista Karnit Flug.